# Jacobus Vide
Jacobus Vide (fl. XV secolo) è stato un compositore fiammingo, appartenuto alla scuola franco fiamminga attivo nel periodo di transizione fra la musica medioevale e quella rinascimentale. Egli fu uno dei primi rappresentanti della scuola di Borgogna durante il regno di Giovanni di Borgogna e di Filippo il Buono.

## Biografia
La prima menzione del suo nome si ha negli archivi della Cattedrale di Notre-Dame a Parigi nel 1405, quando era probabilmente un ragazzo del coro. Nel 1410 era presso la chiesa di St Donatian a Bruges e intorno allo stesso periodo potrebbe essere stato un cantore nella cappella dell'Antipapa Giovanni XXIII. Il suo servizio presso la corte di Borgogna dovette aver inizio fra questa data ed il 1423 quando risulta essere valletto di camera di Filippo il Buono e nel 1426 gli viene affidata l'istruzione di due ragazzi del coro. Nel 1428 venne promosso a segretario di Filippo ma non si hanno più sue notizie dopo il 1433. 
Tutti i suoi otto pezzi giunti fino a noi sono nella forma del rondeau, canzoni profane francesi che erano le preferite dai burgundi. Esse sono scritte in modo abbastanza inusuale, rispetto alle altre del periodo, a seguito dell'uso delle dissonanze marcate e da un frequente uso di ritmi incrociati. 
Una delle sue canzoni più enigmatiche è il rondeau a tre voci "Las, j'ay perdu mon espincel", in cui le voci superiori, il superius e il tenor, sono scritte interamente mentre il contratenor è lasciato in bianco. 